# Вишня Вас
Вишня Вас (словен. Višnja vas) — поселення в общині Войник, Савинський регіон, Словенія. 
Висота над рівнем моря: 280,4 м.